# Vicentina
Vicentina là một đô thị thuộc bang Mato Grosso do Sul, Brasil. Đô thị này có diện tích 310,216 km², dân số năm 2007 là 5610 người, mật độ 18,08 người/km².